# Rio Biobío
 (octobre 2021).
Si vous disposez d'ouvrages ou d'articles de référence ou si vous connaissez des sites web de qualité traitant du thème abordé ici, merci de compléter l'article en donnant les références utiles à sa vérifiabilité et en les liant à la section « Notes et références ».
Le Río Biobío, encore orthographié Bío-Bío ou Bío Bío est un fleuve qui traverse une partie de la zone sud du Chili. C'est l'un des principaux du pays, tant par ses caractéristiques de débit et de longueur, que par son importance historique et économique. 

## Géographie
Long de 380 kilomètres, il prend sa source dans la lagune Galletué dans l'extrémité nord-est de la région d'Araucanie dans la Cordillère des Andes, aux environs de la frontière argentine. 
Après sa naissance, il parcourt une grande partie de la région sud de la Vallée Centrale, traversant les provinces de Biobío et de Concepción, dans la région du Biobío. Finalement, il termine son cours dans la ville de Concepción, au nord du golfe d'Arauco de l'Océan Pacifique.
Le Biobío est le second fleuve le plus long du Chili, avec ses 380 kilomètres, et forme le troisième bassin hydrographique du pays (après le río Loa et le río Baker). Il est aussi le fleuve le plus large du pays avec souvent un kilomètre ou plus, et dans son cours inférieur, lors de la traversée du grand Concepción, il est franchi par quatre grands ponts: le pont ferroviaire Biobío datant de 1889, le pont dit Biobío de 1942, le pont Jean-Paul II construit en 1973 et le pont Llacolén de l'année 2000.

### Hydrographie
Le río Biobío naît sur la rive ouest de la laguna Galletué, au sein de la réserve nationale Laguna Galletué. Il se dirige alors vers l'est, à l'opposé de l'océan, et quelques kilomètres plus loin, il reçoit en rive droite les eaux de l'émissaire de la lagune Icalma. Dès lors, il commence lentement à virer vers le nord puis le nord-nord-ouest, parcourant en serpentant une haute vallée andine et recevant les débits de plusieurs cours d'eau mineurs, comme le Lonquimay et le Rahue. Son cours est de plus en plus encaissé dans les massifs de la précordillère, si bien que la vitesse de ses eaux augmente progressivement.
Après avoir franchi ces montagnes, il aborde la Vallée Centrale qu'il parcourt entre des rives planes ; sa largeur oscille alors entre 60 et 120 mètres et sa vitesse se réduit fortement, ce qui permet la navigation dans certains secteurs. Dans son cours moyen, le río Vergara conflue aux environs de la localité de Negrete, rivière drainant une bonne partie du sud du bassin du fleuve, car recevant les eaux de cours d'eau comme le río Malleco et le río Renaico, qui constituent un réseau d'écoulement d'une grande partie du nord de la cordillère en région d'Araucanie.
Aux approches de la cordillère côtière, près des villes de San Rosendo et de La Laja, le Río de La Laja, principal affluent du Biobío du point de vue débit, conflue en rive droite. La largeur du fleuve augmente alors considérablement, et il traverse bientôt l'agglomération de Concepción avant de se jeter dans 
l'Océan Pacifique aux environs de San Pedro de la Paz.

## Affluents
Plusieurs rivières importantes, comme le río de La Laja et le Río Vergara (rg) (dont un affluent est le río Malleco (rd)) sont ses affluents. 

## Hydrologie

### Régime hydrologique
Le haut Biobío a un régime essentiellement nival, en ce sens que son débit augmente en été à la suite du dégel des sommets andins. Cependant, à mesure que des affluents de type pluvial se joignent à lui, dans la partie moyenne de son cours, les caractéristiques de régime mixte nivo-pluvial apparaissent.
Au total, le débit du Biobío, mesuré à son embouchure, est maximal durant les mois d'octobre et de novembre. Il est également élevé entre mai et septembre, mais chute notablement entre janvier et avril.

### Hydrométrie - Les débits à la station Desembocadura
Le débit du río Biobío a été observé pendant 29 ans (1963-1992) à la station Desembocadura (Embouchure en espagnol), située peu avant l'embouchure du fleuve dans l'océan Pacifique. 
À Desembocadura, le débit annuel moyen ou module observé sur cette période a été de 1 008 m3/s pour une surface prise en compte de 24 029 km2, soit la totalité du bassin versant.
Le río Biobío est un cours d'eau très abondant, mais assez irrégulier. Son régime est de type nivo-pluvial. Il présente deux saisons de hautes eaux, et deux étiages annuels.  
Les hautes eaux principales se déroulent de mai-juin à août inclus, et sont dues aux précipitations hivernales. En septembre se situe une première baisse peu marquée il est vrai.
En octobre le débit remonte et forme un second sommet,- moins important, mais sensible - correspondant à la fonte des neiges liée au printemps austral. Dès le mois de novembre, le débit de la rivière baisse sensiblement, ce qui mène bientôt à l'étiage principal, celui de l'été, lequel a lieu de janvier à avril.

### Étiage ou basses eaux
Le débit moyen mensuel observé en mars (minimum d'étiage) atteint 248 m3/s, soit plus de 7 fois moins que le débit moyen du mois de juillet (1 848 m3/s), ce qui témoigne de l'amplitude assez élevée des variations saisonnières.

### Crues
Sur la période d'observation de 29 ans, le débit mensuel minimal observé a été de 124 m3/s (mars 1979), tandis que le débit mensuel maximal s'est élevé à 4 310 m3/s (juillet 1978). 

### Lame d'eau
La lame d'eau écoulée dans le bassin versant de la rivière atteint ainsi le chiffre de 1 324 millimètres par an, ce qui doit être considéré comme très élevé.

## Aménagements et écologie

### Histoire

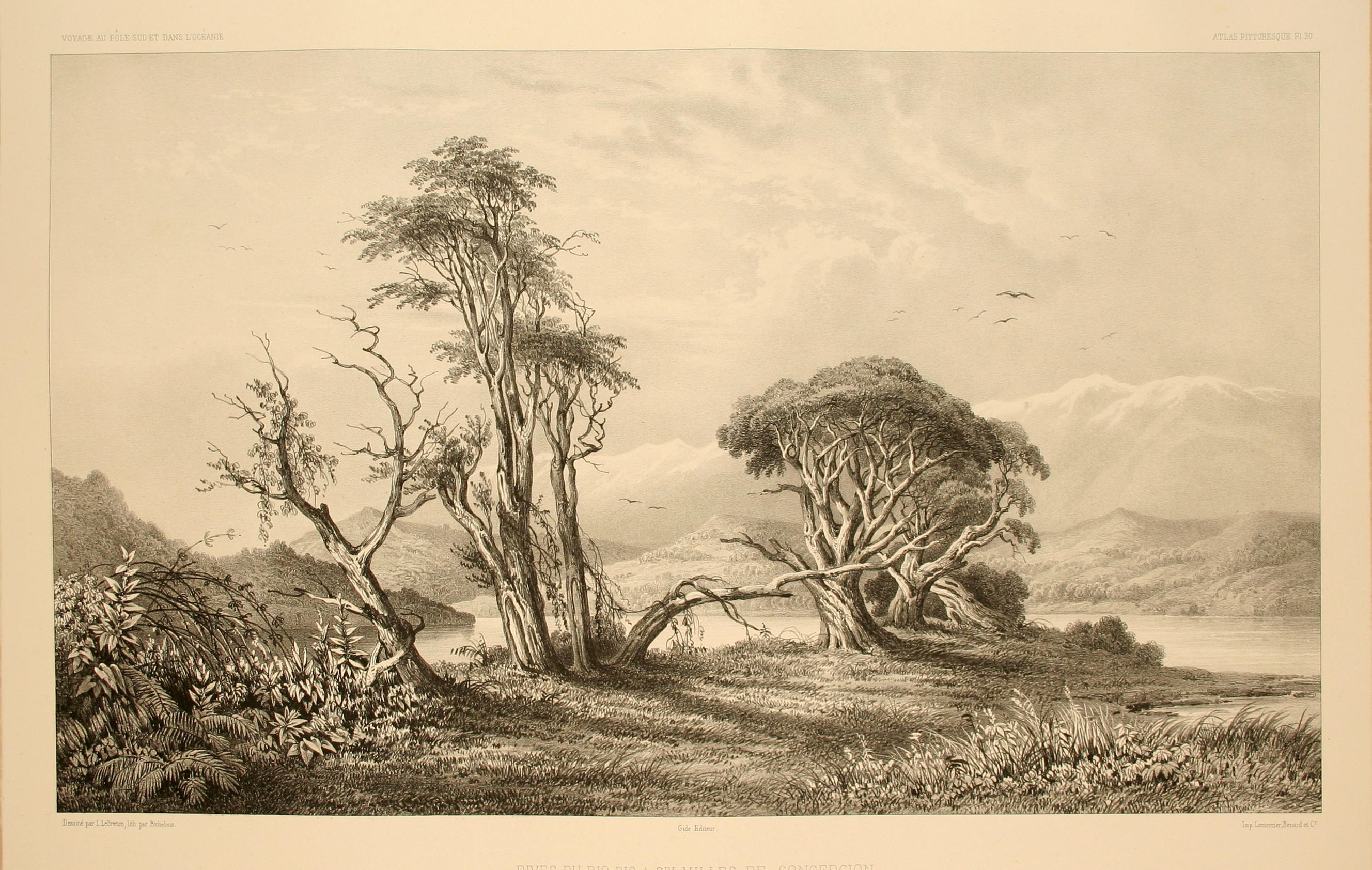
Rives du Bio-Bio en 1838 (Atlas pittoresque du Voyage au Pôle Sud et en Océanie de Dumont d'Urville)

Selon la chronique de l'Inca Garcilaso de la Vega, sous le nom de rio Mauli ou Maule, son cours matérialisait la frontière méridionale de l'empire Inca avec le peuple mapuche ou araucan.
Le río Biobío a constitué un lieu géographique de première importance dans l'histoire du Chili. Appelé Ribimbi, Biu-Biu, Tuihuy ou Butanleufu par les peuples autochtone. Elle marque la frontière entre l'empire espagnol "territoire conquis" et le territoire mapuche "Wallmapu"
Le fleuve fut exploré par Juan Bautista Pastene en 1544. Durant la conquête espagnole du 
Chili, Pedro de Valdivia et ses successeurs fondèrent plusieurs forts et villes dans le bassin du Biobío, comme Concepción et Angol afin d'avancer ultérieurement vers le sud. Après la défaite espagnole de Curalaba en 1598 et le début de la longue guerre d'Arauco entre les troupes espagnoles et les Mapuches, la conquête du sud du Chili s'embourba et le Biobío se maintint comme frontière de facto entre les deux peuples, ce qui fut officialisé en 1647. C'est pour cette raison que le terme de La Frontera fut employé pour désigner la zone située aux alentours du fleuve.
À la suite de la baisse d'intensité de la guerre durant les XVIIIe et XIXe siècles, la région frontière du Biobío commença à se peupler de créoles. Après la période de conquête et d'occupation de l'Araucanie qui débuta en 1861, la région du Biobío commença à être peuplée intensément et durant le XXe siècle, diverses activités industrielles s'installèrent. 
Ainsi, ces dernières années, la zone est le second centre industriel du pays (après Santiago), basée d'abord sur les ressources forestières.

### Villes et population

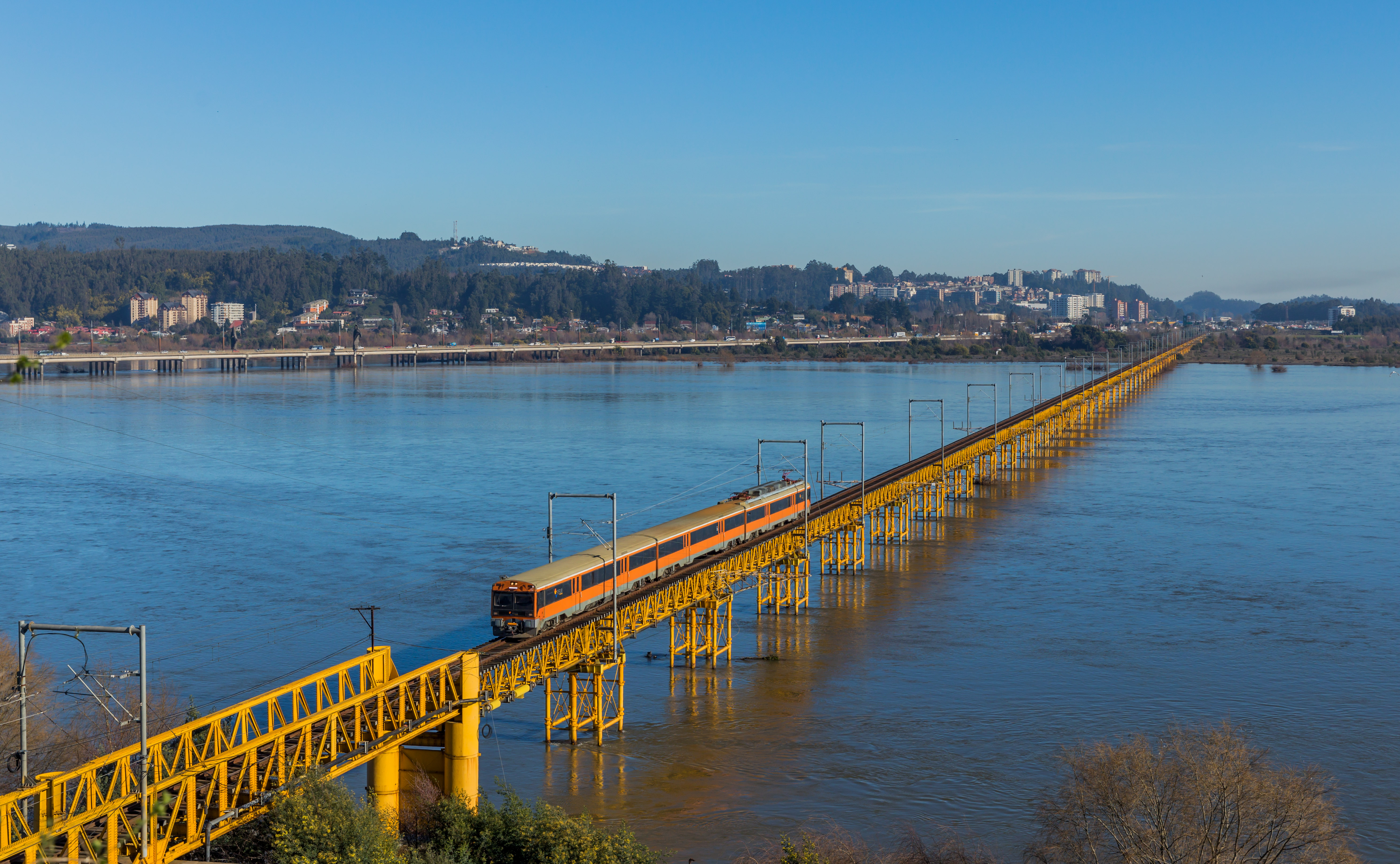
Train traversant le Rio Biobío entre Concepción et San Pedro de la Paz.

La population est abondante sur les rives du río Biobío. Deux zones urbaines importantes se sont constituées : Los Ángeles (166 000 habitants) et surtout le grand Concepción, dont la population était estimée à 972 741 habitants en 2008. Avec la poursuite de la croissance démographique prévue, cette conurbation sera bientôt la ville millionnaire la plus méridionale de la planète.
Autres localités : Hualqui, Santa Juana, San Rosendo, La Laja, Negrete, Renaico, Quilaco et Santa Bárbara. 
Dans la région andine du haut Biobío, il existe plusieurs communautés mapuches et pehuenches.

### Économie

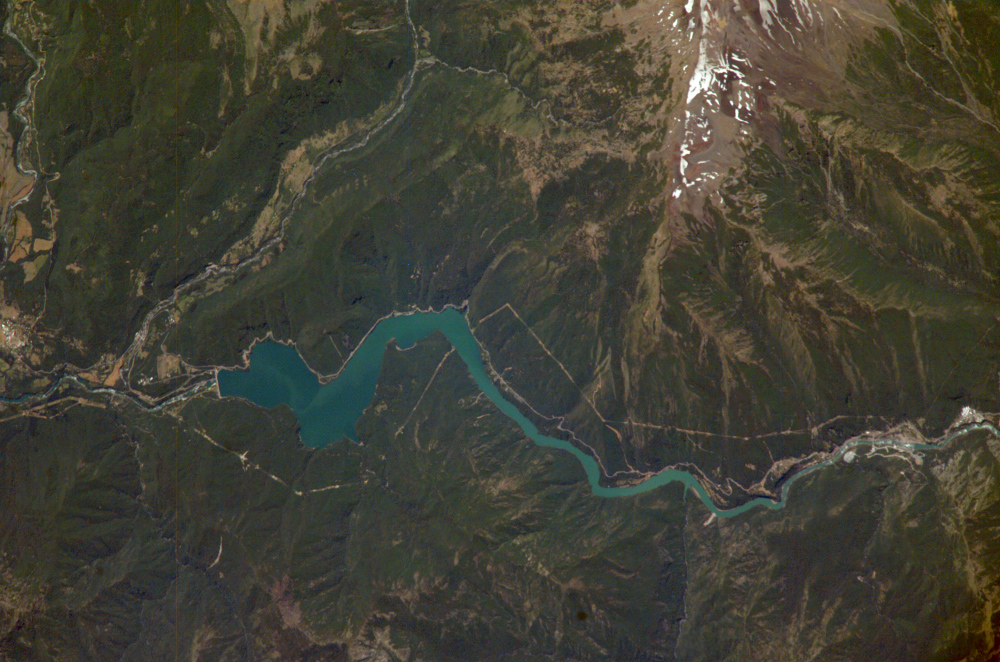
Photo prise par satellite du río Biobío et de la centrale hydroélectrique Pangue.

L'économie du bassin du fleuve est principalement concentrée autour des activités agricoles, forestières et industrielles. L'activité forestière et de ce qui est lié au bois, favorisée par l'importance historique des forêts dans la région a atteint un niveau élevé. Elle a cependant provoqué une grave pollution des eaux du Biobío, là où l'on a déversé les déchets de la production de cellulose (société Celco).
Deux centrales hydroélectriques ont été installées sur le cours du fleuve ; elles utilisent le débit abondant et les fortes dénivellations du cours pour générer de l'électricité : ce sont les centrales de Ralco (puissance de 450 mégawatts) et de Pangue (640 mégawatts). La société Endesa avait projeté la construction de six centrales dès les années 1970, mais ces projets n'ont commencé à se matérialiser que dans les années 1990. 
Cependant, la construction de la centrale de Pangue et son inauguration en 1997 a suscité l'opposition des communautés pehuenches qui habitaient historiquement la zone, ainsi que le rejet de la part des organisations écologistes à cause de la destruction des écosystèmes de la région. Quant à la centrale de Ralco, il fallut des années de négociations pour que le gouvernement obtienne un accord avec les autochtone en 2003, permettant l'inauguration de la centrale l'année suivante.

### Tourisme
Dans la région du haut Biobío, des secteurs sont utilisés pour la pratique du rafting et du kayak, attirant ainsi un grand nombre de sportifs étrangers, surtout européens et nord-américains.